# Danh sách Hoa hậu Hoàn vũ

## Danh sách Hoa hậu Hoàn vũ
Dưới đây là danh sách các Hoa hậu Hoàn vũ từ năm 1952 đến nay:
| Năm  | Quốc gia           | Hoa hậu Hoàn vũ        | Tuổi[A] | Chiều cao               | Quê quán                   | Nơi tổ chức                       |
| ---- | ------------------ | ---------------------- | ------- | ----------------------- | -------------------------- | --------------------------------- |
| 1952 | Phần Lan           | Armi Kuusela           | 17      | 1,68 m (5 ft 6 in)      | Muhos                      | Long Beach, Hoa Kỳ                |
| 1953 | Pháp               | Christiane Martel      | 21      | 1,68 m (5 ft 6 in)      | Créteil                    | Long Beach, Hoa Kỳ                |
| 1954 | Hoa Kỳ             | Miriam Stevenson       | 21      | 1,68 m (5 ft 6 in)      | Winnsboro                  | Long Beach, Hoa Kỳ                |
| 1955 | Thụy Điển          | Hillevi Rombin[B]      | 21      | 1,70 m (5 ft 7 in)      | Alfta                      | Long Beach, Hoa Kỳ                |
| 1956 | Hoa Kỳ             | Carol Morris           | 20      | 1,70 m (5 ft 7 in)      | Ottumwa                    | Long Beach, Hoa Kỳ                |
| 1957 | Peru               | Gladys Zender          | 18      | 1,70 m (5 ft 7 in)      | Lima                       | Long Beach, Hoa Kỳ                |
| 1958 | Colombia           | Luz Marina Zuluaga[B]  | 19      | 1,63 m (5 ft 4 in)      | Pereira                    | Long Beach, Hoa Kỳ                |
| 1959 | Nhật Bản           | Akiko Kojima           | 22      | 1,68 m (5 ft 6 in)      | Tokyo                      | Long Beach, Hoa Kỳ                |
| 1960 | Hoa Kỳ             | Linda Bement           | 18      | 1,68 m (5 ft 6 in)      | Thành phố Salt Lake        | Miami Beach, Hoa Kỳ               |
| 1961 | Đức                | Marlene Schmidt        | 24      | 1,73 m (5 ft 8 in)      | Stuttgart                  | Miami Beach, Hoa Kỳ               |
| 1962 | Argentina          | Norma Nolan            | 24      | 1,65 m (5 ft 5 in)      | Buenos Aires               | Miami Beach, Hoa Kỳ               |
| 1963 | Brazil             | Ieda Maria Vargas      | 18      | 1,68 m (5 ft 6 in)      | Porto Alegre               | Miami Beach, Hoa Kỳ               |
| 1964 | Hy Lạp             | Corinna Tsopei         | 20      | 1,73 m (5 ft 8 in)      | Athens                     | Miami Beach, Hoa Kỳ               |
| 1965 | Thái Lan           | Apasra Hongsakula      | 18      | 1,63 m (5 ft 4 in)      | Băng Cốc                   | Miami Beach, Hoa Kỳ               |
| 1966 | Thụy Điển          | Margareta Arvidsson    | 18      | 1,73 m (5 ft 8 in)      | Göteborg                   | Miami Beach, Hoa Kỳ               |
| 1967 | Hoa Kỳ             | Sylvia Hitchcock[B]    | 21      | 1,70 m (5 ft 7 in)      | Miami                      | Miami Beach, Hoa Kỳ               |
| 1968 | Brazil             | Martha Vasconcellos    | 20      | 1,73 m (5 ft 8 in)      | Salvador                   | Miami Beach, Hoa Kỳ               |
| 1969 | Philippines        | Gloria Maria Diaz      | 18      | 1,65 m (5 ft 5 in)      | Aringay                    | Miami Beach, Hoa Kỳ               |
| 1970 | Puerto Rico        | Marisol Malaret        | 20      | 1,73 m (5 ft 8 in)      | San Juan                   | Miami Beach, Hoa Kỳ               |
| 1971 | Liban              | Georgina Rizk          | 18      | 1,70 m (5 ft 7 in)      | Beirut                     | Miami Beach, Hoa Kỳ               |
| 1972 | Úc                 | Kerry Anne Wells       | 20      | 1,80 m (5 ft 11 in)     | Perth                      | Dorado, Puerto Rico               |
| 1973 | Philippines        | Margarita Moran        | 19      | 1,68 m (5 ft 6 in)      | Manila                     | Athens, Hy Lạp                    |
| 1974 | Tây Ban Nha        | Amparo Muñoz[B]        | 20      | 1,73 m (5 ft 8 in)      | Málaga                     | Manila, Philippines               |
| 1975 | Phần Lan           | Anne Marie Pohtamo     | 19      | 1,73 m (5 ft 8 in)      | Helsinki                   | San Salvador, El Salvador         |
| 1976 | Israel             | Rina Messinger         | 20      | 1,70 m (5 ft 7 in)      | Kiryat Tiv'on              | Hồng Kông                         |
| 1977 | Trinidad và Tobago | Janelle Commissiong    | 24      | 1,65 m (5 ft 5 in)      | Port of Spain              | Santo Domingo, Cộng hòa Dominican |
| 1978 | Nam Phi            | Margaret Gardiner      | 18      | 1,78 m (5 ft 10 in)     | Cape Town                  | Acapulco, México                  |
| 1979 | Venezuela          | Maritza Sayalero       | 18      | 1,73 m (5 ft 8 in)      | Caracas                    | Perth, Úc                         |
| 1980 | Hoa Kỳ             | Shawn Weatherly        | 20      | 1,73 m (5 ft 8 in)      | Sumter                     | Seoul, Hàn Quốc                   |
| 1981 | Venezuela          | Irene Sáez             | 19      | 1,78 m (5 ft 10 in)     | Caracas                    | Thành phố New York, Hoa Kỳ        |
| 1982 | Canada             | Karen Dianne Baldwin   | 18      | 1,78 m (5 ft 10 in)     | London                     | Lima, Perú                        |
| 1983 | New Zealand        | Lorraine Downes        | 19      | 1,73 m (5 ft 8 in)      | Auckland                   | St. Louis, Hoa Kỳ                 |
| 1984 | Thụy Điển          | Yvonne Ryding          | 21      | 1,70 m (5 ft 7 in)      | Eskilstuna                 | Miami, Hoa Kỳ                     |
| 1985 | Puerto Rico        | Deborah Carthy-Deu     | 19      | 1,73 m (5 ft 8 in)      | San Juan                   | Miami, Hoa Kỳ                     |
| 1986 | Venezuela          | Bárbara Palacios       | 22      | 1,73 m (5 ft 8 in)      | Caracas                    | Thành phố Panama, Panamá          |
| 1987 | Chile              | Cecilia Bolocco        | 22      | 1,73 m (5 ft 8 in)      | Santiago                   | Singapore                         |
| 1988 | Thái Lan           | Porntip Nakhirunkanok  | 20      | 1,73 m (5 ft 8 in)      | Băng Cốc                   | Đài Bắc, Trung Hoa Dân Quốc       |
| 1989 | Hà Lan             | Angela Visser          | 22      | 1,75 m (5 ft 9 in)      | Rotterdam                  | Cancún, México                    |
| 1990 | Na Uy              | Mona Grudt             | 19      | 1,68 m (5 ft 6 in)      | Trondheim                  | Los Angeles, Hoa Kỳ               |
| 1991 | Mexico             | Lupita Jones           | 23      | 1,70 m (5 ft 7 in)      | Mexicali                   | Las Vegas, Hoa Kỳ                 |
| 1992 | Namibia            | Michelle McLean        | 19      | 1,83 m (6 ft 0 in)      | Windhoek                   | Băng Cốc, Thái Lan                |
| 1993 | Puerto Rico        | Dayanara Torres        | 18      | 1,70 m (5 ft 7 in)      | Toa Alta                   | Thành phố México, México          |
| 1994 | Ấn Độ              | Sushmita Sen           | 18      | 1,75 m (5 ft 9 in)      | New Delhi                  | Manila, Philippines               |
| 1995 | Hoa Kỳ             | Chelsi Smith[B]        | 21      | 1,73 m (5 ft 8 in)      | Deer Park                  | Windhoek, Namibia                 |
| 1996 | Venezuela          | Alicia Machado         | 19      | 1,73 m (5 ft 8 in)      | Maracay                    | Las Vegas, Hoa Kỳ                 |
| 1997 | Hoa Kỳ             | Brook Lee              | 26      | 1,70 m (5 ft 7 in)      | Thành phố Pearl            | Miami, Hoa Kỳ                     |
| 1998 | Trinidad và Tobago | Wendy Fitzwilliam      | 25      | 1,83 m (6 ft 0 in)      | Diego Martin               | Honolulu, Hoa Kỳ                  |
| 1999 | Botswana           | Mpule Kwelagobe        | 19      | 1,75 m (5 ft 9 in)      | Gaborone                   | Chaguaramas, Trinidad và Tobago   |
| 2000 | Ấn Độ              | Lara Dutta             | 22      | 1,73 m (5 ft 8 in)      | Mumbai                     | Nicosia, Síp                      |
| 2001 | Puerto Rico        | Denise Quiñones        | 20      | 1,78 m (5 ft 10 in)     | Lares                      | Bayamón, Puerto Rico              |
| 2002 | Nga (Truất ngôi)   | Oxana Fedorova[C]      | 24      | 1,78 m (5 ft 10 in)     | Pskov                      | San Juan, Puerto Rico             |
| 2002 | Panama (Thay thế)  | Justine Pasek[D]       | 22      | 1,70 m (5 ft 7 in)      | Thành phố Panama           | San Juan, Puerto Rico             |
| 2003 | Cộng hòa Dominican | Amelia Vega            | 18      | 1,85 m (6 ft 1 in)      | Santiago de los Caballeros | Thành phố Panama, Panamá          |
| 2004 | Úc                 | Jennifer Hawkins       | 20      | 1,80 m (5 ft 11 in)     | Newcastle                  | Quito, Ecuador                    |
| 2005 | Canada             | Natalie Glebova        | 23      | 1,80 m (5 ft 11 in)     | Toronto                    | Băng Cốc, Thái Lan                |
| 2006 | Puerto Rico        | Zuleyka Rivera         | 18      | 1,75 m (5 ft 9 in)      | Salinas                    | Los Angeles, Hoa Kỳ               |
| 2007 | Nhật Bản           | Riyo Mori              | 20      | 1,73 m (5 ft 8 in)      | Shizuoka                   | Thành phố Mexico, Mexico          |
| 2008 | Venezuela          | Dayana Mendoza         | 22      | 1,78 m (5 ft 10 in)     | Caracas                    | Nha Trang, Việt Nam               |
| 2009 | Venezuela          | Stefanía Fernández     | 18      | 1,78 m (5 ft 10 in)     | Mérida                     | Nassau, Bahamas                   |
| 2010 | Mexico             | Ximena Navarrete       | 22      | 1,75 m (5 ft 9 in)      | Guadalajara                | Las Vegas, Hoa Kỳ                 |
| 2011 | Angola             | Leila Lopes            | 25      | 1,78 m (5 ft 10 in)     | Benguela                   | São Paulo, Brazil                 |
| 2012 | Hoa Kỳ             | Olivia Culpo           | 20      | 1,66 m (5 ft 5+1⁄2 in)  | Cranston                   | Las Vegas, Hoa Kỳ                 |
| 2013 | Venezuela          | Gabriela Isler         | 25      | 1,78 m (5 ft 10 in)     | Valencia                   | Moskva, Nga                       |
| 2014 | Colombia           | Paulina Vega           | 22      | 1,75 m (5 ft 9 in)      | Barranquilla               | Miami, Hoa Kỳ                     |
| 2015 | Philippines        | Pia Wurtzbach          | 26      | 1,69 m (5 ft 6+1⁄2 in)  | Cagayan de Oro             | Las Vegas, Hoa Kỳ                 |
| 2016 | Pháp               | Iris Mittenaere        | 24      | 1,72 m (5 ft 7+1⁄2 in)  | Lille                      | Manila, Philippines               |
| 2017 | Nam Phi            | Demi-Leigh Nel-Peters  | 22      | 1,70 m (5 ft 7 in)      | Sedgefield                 | Las Vegas, Hoa Kỳ                 |
| 2018 | Philippines        | Catriona Gray          | 24      | 1,78 m (5 ft 10 in)     | Albay                      | Băng Cốc, Thái Lan                |
| 2019 | Nam Phi            | Zozibini Tunzi         | 26      | 1,73 m (5 ft 8 in)      | Tsolo                      | Atlanta, Hoa Kỳ                   |
| 2020 | Mexico             | Andrea Meza            | 26      | 1,80 m (5 ft 11 in)     | Chihuahua                  | Hollywood, Hoa Kỳ                 |
| 2021 | Ấn Độ              | Harnaaz Kaur Sandhu    | 21      | 1,75 m (5 ft 9 in)      | Chandigarh                 | Eilat, Israel                     |
| 2022 | Hoa Kỳ             | R'Bonney Gabriel       | 28      | 1,70 m (5 ft 7 in)      | San Antonio                | New Orleans, Hoa Kỳ               |
| 2023 | Nicaragua          | Sheynnis Palacios      | 23      | 1,80 m (5 ft 11 in)     | Managua                    | San Salvador, El Salvador         |
| 2024 | Đan Mạch           | Victoria Kjær Theilvig | 21      | 1,79 m (5 ft 10+1⁄2 in) | Søborg                     | Thành phố Mexico,Mexico           |

Chú ý

A  Thời điểm đăng quang

B  Đã mất 

C  Truất ngôi

D  Thay thế ngôi vị

## Số lần chiến thắng

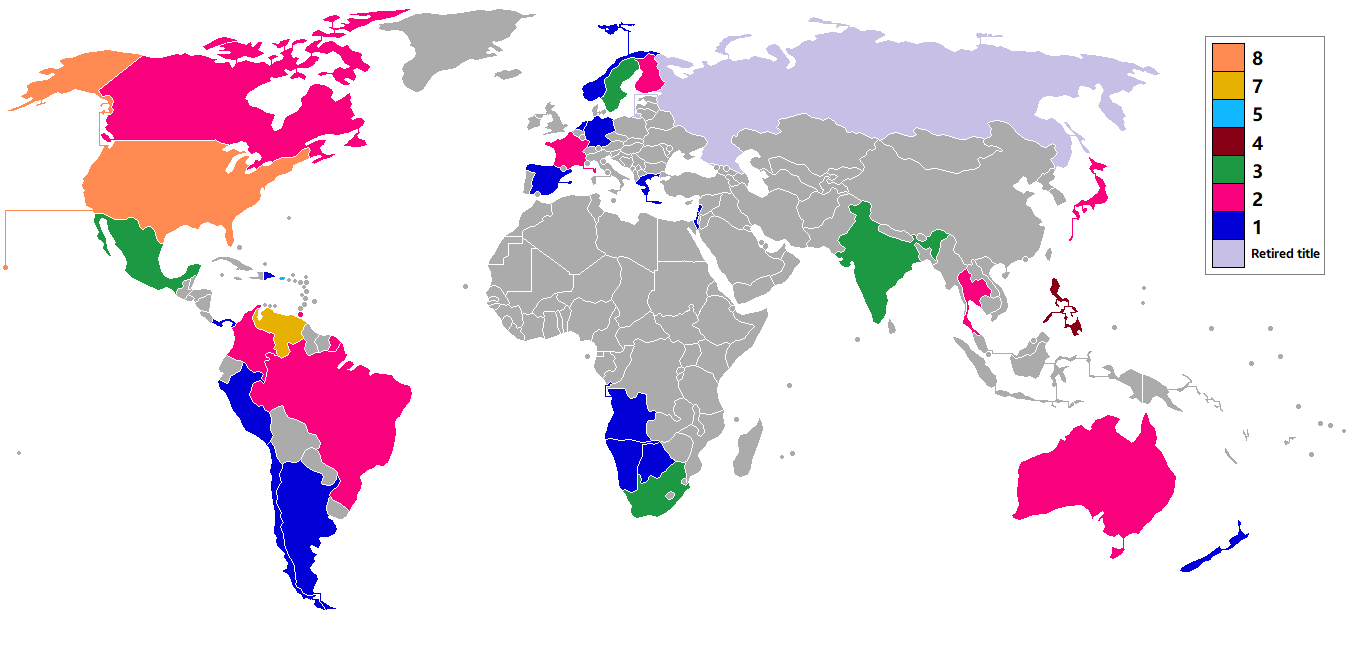
Các quốc gia chiến thắng cuộc thi Hoa hậu Hoàn vũ và số lần chiến thắng.

| Quốc gia/Lãnh thổ  | Số lần | Năm                                                  |
| ------------------ | ------ | ---------------------------------------------------- |
| Hoa Kỳ             | 9      | 1954, 1956, 1960, 1967, 1980, 1995, 1997, 2012, 2022 |
| Venezuela          | 7      | 1979, 1981, 1986, 1996, 2008, 2009, 2013             |
| Puerto Rico        | 5      | 1970, 1985, 1993, 2001, 2006                         |
| Philippines        | 4      | 1969, 1973, 2015, 2018                               |
| Ấn Độ              | 3      | 1994, 2000, 2021                                     |
| Mexico             | 3      | 1991, 2010, 2020                                     |
| Nam Phi            | 3      | 1978, 2017, 2019                                     |
| Thụy Điển          | 3      | 1955, 1966, 1984                                     |
| Pháp               | 2      | 1953, 2016                                           |
| Colombia           | 2      | 1958, 2014                                           |
| Nhật Bản           | 2      | 1959, 2007                                           |
| Canada             | 2      | 1982, 2005                                           |
| Úc                 | 2      | 1972, 2004                                           |
| Trinidad và Tobago | 2      | 1977, 1998                                           |
| Thái Lan           | 2      | 1965, 1988                                           |
| Phần Lan           | 2      | 1952, 1975                                           |
| Brazil             | 2      | 1963, 1968                                           |
| Đan Mạch           | 1      | 2024                                                 |
| Nicaragua          | 1      | 2023                                                 |
| Angola             | 1      | 2011                                                 |
| Cộng hòa Dominican | 1      | 2003                                                 |
| Panama             | 1      | 2002[B]                                              |
| Nga                | 1      | 2002[A]                                              |
| Botswana           | 1      | 1999                                                 |
| Namibia            | 1      | 1992                                                 |
| Na Uy              | 1      | 1990                                                 |
| Hà Lan             | 1      | 1989                                                 |
| Chile              | 1      | 1987                                                 |
| New Zealand        | 1      | 1983                                                 |
| Israel             | 1      | 1976                                                 |
| Tây Ban Nha        | 1      | 1974                                                 |
| Liban              | 1      | 1971                                                 |
| Hy Lạp             | 1      | 1964                                                 |
| Argentina          | 1      | 1962                                                 |
| Đức                | 1      | 1961                                                 |
| Peru               | 1      | 1957                                                 |

Chú ý 

A  Truất ngôi

B  Thay thế ngôi vị